# نشان هنری دراپر

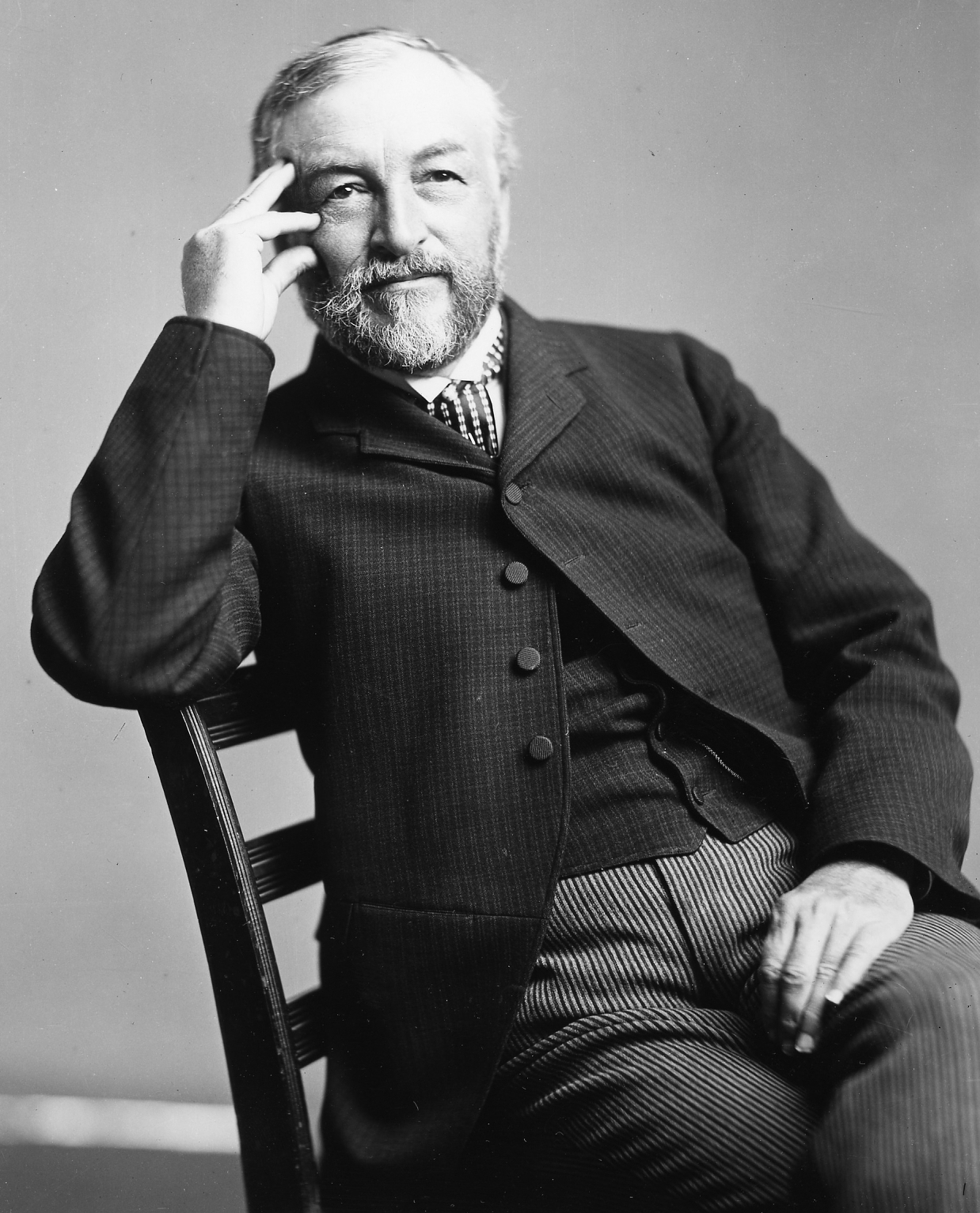
ساموئل پیرپونت لانگلی، نخستین برنده جایزه

نشان هنری دراپر (به انگلیسی: Henry Draper Medal) توسط بیوه هنری دراپر بنیان‌گذاری گردید و توسط آکادمی ملی دانش‌های ایالات متحده به دانشمندان اخترفیزیک داده می‌شود.
گیرندگان این مدال عبارتند از:
| سال  | نام برنده                               |
| ---- | --------------------------------------- |
| ۱۸۸۶ | ساموئل پیرپونت لانگلی                   |
| ۱۸۸۸ | ادوارد چارلز پیکرینگ                    |
| ۱۸۹۰ | هنری آگوستوس روولاند                    |
| ۱۸۹۳ | هرمان کارل فوگل                         |
| ۱۸۹۹ | جیمز ادوارد کیلر                        |
| ۱۹۰۱ | ویلیام هاگینز                           |
| ۱۹۰۴ | جرج الری هیل                            |
| ۱۹۰۶ | ویلیام والاس کمبل                       |
| ۱۹۱۰ | چارلز گریلی ابوت                        |
| ۱۹۱۳ | هنری الکساندر دسلندرس                   |
| ۱۹۱۵ | جوئل استبینز                            |
| ۱۹۱۶ | آلبرت آبراهام مایکلسون                  |
| ۱۹۱۸ | والتر سیدنی آدامز                       |
| ۱۹۱۹ | شارل فابری                              |
| ۱۹۲۰ | آلفرد فاولر                             |
| ۱۹۲۱ | پیتر زیمان                              |
| ۱۹۲۲ | هنری نوریس راسل                         |
| ۱۹۲۴ | آرتور ادینگتون                          |
| ۱۹۲۶ | هارلو شپلی                              |
| ۱۹۲۸ | ویلیام هاموند رایت                      |
| ۱۹۳۱ | آنی جامپ کانن                           |
| ۱۹۳۲ | وستو اسلیفر                             |
| ۱۹۳۴ | جان استنلی پلسکت                        |
| ۱۹۳۶ | کنت میس                                 |
| ۱۹۴۰ | رابرت دبلیو. وود                        |
| ۱۹۴۲ | ایرا اسپراگ بون                         |
| ۱۹۴۶ | پائول ویلارد مریل                       |
| ۱۹۴۸ | هانس بته                                |
| ۱۹۴۹ | اوتو استروو                             |
| ۱۹۵۱ | برنارد لیوت                             |
| ۱۹۵۵ | هدریک کریستوفل وان د هالست              |
| ۱۹۵۷ | هوراس ولکام بابکوک                      |
| ۱۹۶۰ | مارتن شوارتسشیلد                        |
| ۱۹۶۳ | ریچارد توزی                             |
| ۱۹۶۵ | مارتین رایل                             |
| ۱۹۶۸ | بنگت ادلین                              |
| ۱۹۷۱ | سابراهمانین چاندراسخار                  |
| ۱۹۷۴ | لایمن اسپیتزر                           |
| ۱۹۷۷ | آرنو آلان پنزیاس و رابرت وودرو ویلسون   |
| ۱۹۸۰ | ویلیام ویلسون مورگان                    |
| ۱۹۸۵ | جوزف تیلور                              |
| ۱۹۸۹ | ریکاردو جیووانلی و مارتا پاتریشیا هاینس |
| ۱۹۹۳ | رالف آشر آلفر و رابرت هرمن              |
| ۱۹۹۷ | بوگدان پاچینسکی                         |
| ۲۰۰۱ | پل باتلر و جفری مارسی                   |
| ۲۰۰۵ | چارلز ال بنت                            |
| ۲۰۰۹ | نیل جهرلز                               |
|      | ویلیام جی. بوروتسکی                     |